# Johann Christoph Artschlag
Johann Christoph Artschlag lebte im 18. Jahrhundert in Stráž u Tachova. Er war Bildhauer des böhmischen Spät-Barocks.

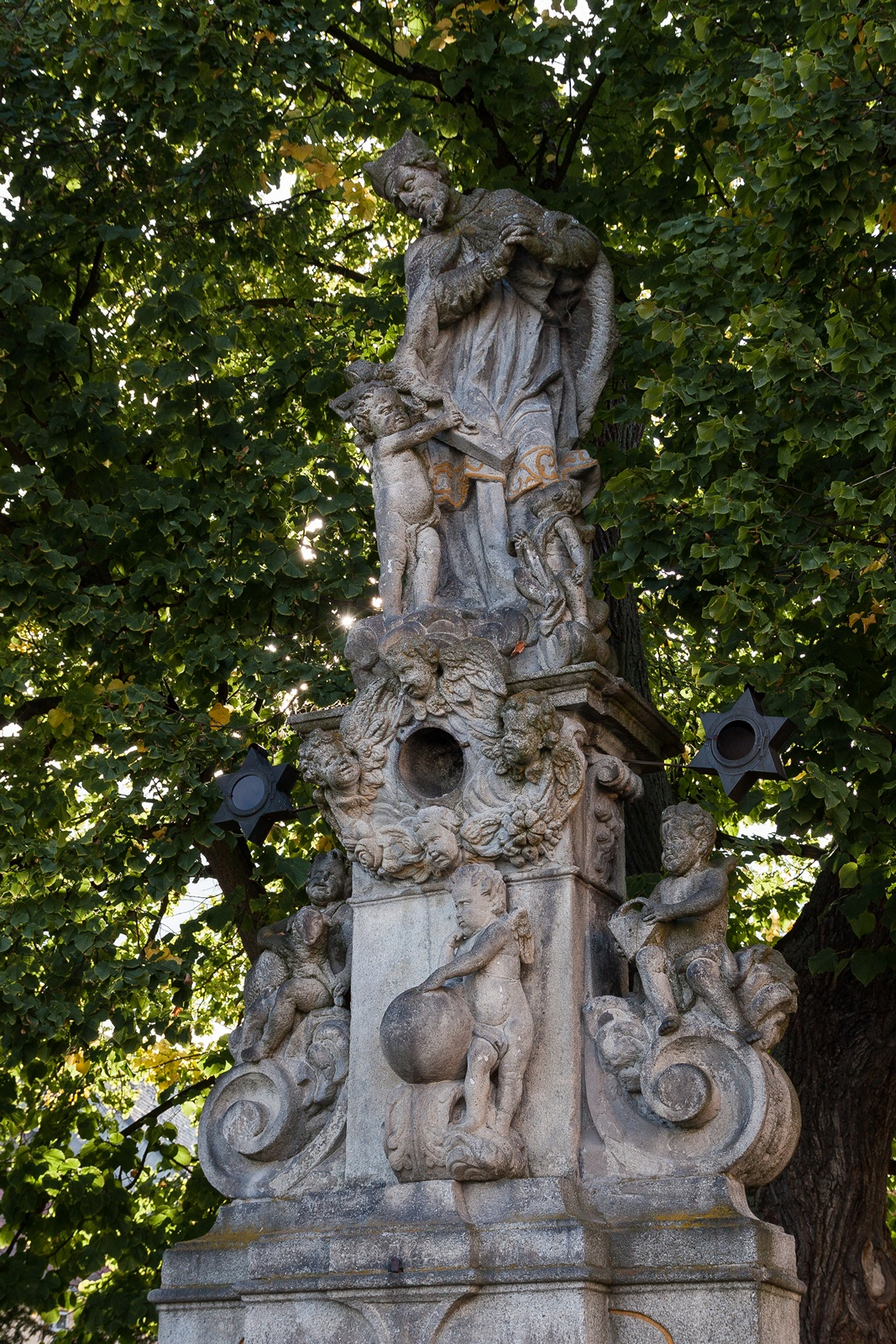
Nepomukstatue in Stráž, Werk von Andreas Artschlag oder von seinem Sohn Johann Christoph Artschlag

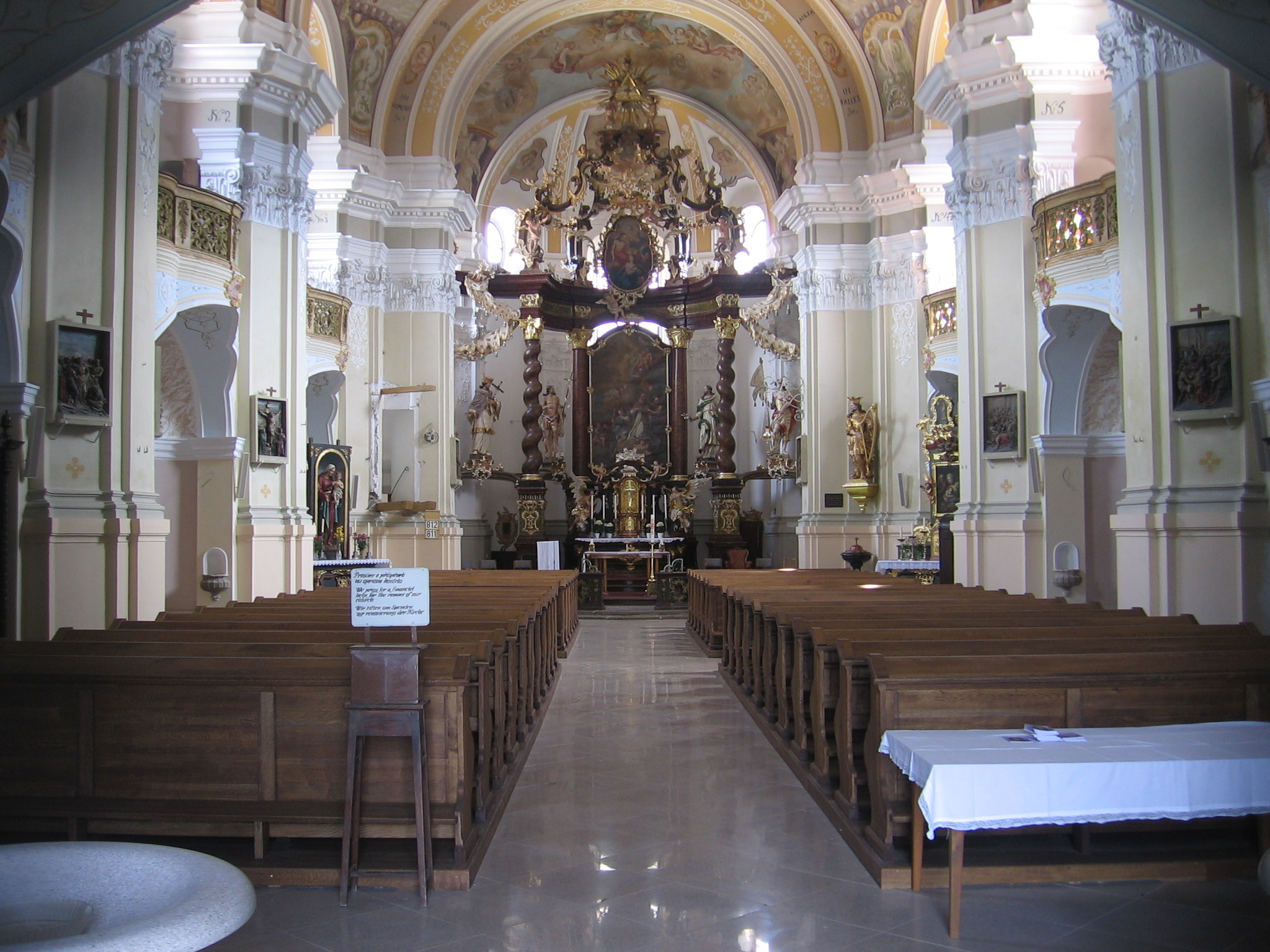
Hochaltar und Statuen in der Nikolauskirche in Bor, Werk von Johann Christoph Artschlag

Die Familie Artschlag lebte schon im 17. Jahrhundert in Stráž u Tachova (deutsch: Neustadtl).
Ende des 17. / Anfang des 18. Jahrhunderts zog der Bildhauer Andreas Artschlag aus Bayern nach Neustadtl.
Er schuf 1722 die noch erhaltene Nepomukstatue auf dem Ringplatz in Neustadtl sowie eine Statue des hl. Johannes von Gott an der Sakristei der Wenzelskirche in Neustadtl.
Sein Sohn Johann Christoph Artschlag wurde wahrscheinlich Anfang des 18. Jahrhunderts geboren.
Dessen bekanntestes und heute (2015) noch erhaltenes Werk ist der Hochaltar in der Nikolauskirche in Bor u Tachova, an dem er von 1745 bis 1749 arbeitete.
In manchen Quellen wird Johann Christoph Artschlag auch als Schöpfer der oben erwähnten Nepomukstatue genannt.

## Werke
In Bor u Tachova:
- 1749 Hochaltar der Nikolauskirche mit freistehenden Säulen und Statuen der Heiligen  Nepomuk, Johannes Baptist, Josef und Wenzel.
- um 1750 in der Nikolauskirche Statuen der Heiligen Josef mit Jesuskind, Antonius von Padua mit Jesuskind, König David, Papst Gregor, St. Rochus, Gruppe Maria Magdalena, Veronika Josef von Arimathäa und schmerzhafte Muttergottes.
- um 1750 in der Nikolauskirche Seitenaltäre und Emporenbrüstungen.
- Steinstatue hl. Nepomuk auf der Schlossbrücke
- Statuen in Loretto

In Stráž u Tachova:
- 1770 Statuen der Heiligen Ignaz und Sigismund in der Sakristei in Stráž u Tachova
- Figur des Johannes des Täufers in der Wenzelskirche in Stráž u Tachova

In der Umgebung von Bor u Tachova und Stráž u Tachova:
- 1738 Hochaltar in der Jakobskirche in Brod nad Tichou[2]
- 1740 Kanzel in der Marienkirche in Otín (Planá), vernichtet[3]
- um 1740 Hochaltar und Kanzel in der Kirche Marien Himmelfahrt in Staré Sedlo u Tachova[4]
- Altarfiguren in der Kirche in Bernartice (Stráž)
- Tabernakelaltar und Kanzel in Nová Ves pod Přimdou
- Altareinrichtungen in Částkov u Tachova (um 1740), Hošťka (1744), Svatá Kateřina (Rozvadov)
- Akanthusrankenaltäre in Racov
- Statuen der Heiligen Petrus und Andreas in Ovesné Kladruby.[5]